# Taxmeni
Taxmeni jsou česká hudební skupina hrající v moderním country & western stylu. Mezi příznivci tohoto hudebního žánru jsou známi jakožto čeští tvůrci tzv. military country, tedy specifické stylové oblasti country zaměřené především na vojenské a armádní prostředí.

## Historie
Kapela byla založena koncem roku 1970 jako klasická country a trampská skupina. Poprvé veřejně vystoupila počátkem roku 1971. Vyhrála několik amatérských soutěžních klání včetně prestižního festivalu Porta, kde získala nejvyšší ocenění: Zlatou portu. Během normalizace se kapela musela (tak jako mnoho jiných tehdejších hudebních skupin) nuceně přejmenovat na skupinu zvanou Krajánci. Postupem doby se skupina zprofesionalizovala a přiklonila se k modernější verzi country stylu.

## Složení kapely
- Vratislav Vyskočil – kytarista, sólový zpěvák
- Jaroslav Čvančara – kapelník a otec zakladatel, hráč na pětistrunné bendžo
- Jiří Šruma – elektrická kytara
- Luděk Kodrle – bicí
- Jindřich Vrbenský – skladatel a aranžér, klávesista
- Jaromír Rygl – basová kytara
- Andy Seidl – kytara a zpěv

## Dřívější členové
- Karel Mrkvička – kytarista a zpěvák (zemřel v roce 2017)
- Josef Blažejovský – zpěv a kytara (zemřel v roce 2004)
- Otakar Janovský – kontrabas
- Vladimír Stejskal – elektrická kytara
- Miloslav Perák – kontrabas
- Jan Novák – housle (zemřel v roce 2017)
- Lubomír Berg – kytara a mandolína
- Jan Hromas – zpěv (zemřel v roce 2021)
- Alexander Pokorný – mandolína
- Karla Vosmanská – zpěv a kytara (zemřela 30. 7. 2020)
- Vladimír Vodvářka – zpěv a harmonika (zemřel v roce 2023)
- Jan Mašek – pedálová steel kytara (zemřel v roce 2000)
- Jan Sailer – zpěv a kytara (zemřel v roce 2018)
- Miroslav Maxa – baskytara
- Josef Sklenář – zpěv a kytara
- Otakar Kočvara – kytara
- Jiří Pyšna – pedálová steel kytara
- Pavel Makalouš – zpěv
- Jan Noha – bicí souprava
- Luděk Polífka – bicí souprava
- Milan Černý – basová kytara
- Václav Dumek – basová kytara
- Petr Šplíchal – bicí souprava
- Milan Krištof – elektrická kytara a zpěv (zemřel v roce 2018)
- Jiří Vorlický – basová kytara
- Jan Brabec – elektrická kytara
- Zdeněk Vlč – klávesy
- Pavel Škorpík – klávesy (zemřel v roce 2016)
- Pavel Soukup – kytara a zpěv
- Jiří Plaček – pedálová steel kytara
- Pavel Kaiser – basová kytara, kytara a zpěv

## Diskografie CD/LP
- Z pastvin velkoměsta 1978 Panton
- Přijď mezi nás 1981 Panton
- Country aréna – Taxmeni 20. let 1991 Panton
- Country bál 1992 Panton
- Calamity Jane 1. 1992 ITA Records
- Potlach s Jardou Šterclem 1993 DUNA
- Vráťa Vyskočil, Yvonne Přenosilová, Taxmeni 1993 Venkow
- Calamity Jane 2. 1994 Venkow
- Hoši do Bobří řeky zpívají (zpívají HOBŘ ve spolupráci s Taxmeni) 1994 Venkow
- Zlatá éra 1995 Venkow
- Calamity Jane 3. 1997 Venkow Records
- Master Serie 1998 Venkow Records
- Tulák po hvězdách 1998 (CD k 50. letům Jaroslava Čvančary v omezeném počtu kusů).
- Desperádos 1999 Venkow Records
- The Best of (2 CD) 2001 Venkow Records
- Calamity Jane 4. 2004 Brothers Record
- Zlaté hity 2009 Universal Music Group
- 40. Let (Multipack 4 DVD + 6 CD + Zpěvník) 2009 Česká muzika
- The Best of 2010 Universal Music Group
- Největší country pecky 2011 Česká muzika
- Písničky táborových ohňů 2012 Česká muzika
- Komplet Calamity Jane (3 CD) 2015 Universal Music Group
- 50 Pecek (3 CD) 2020 Universal Music Group

## Diskografie singly
- Vlak do zlatodolu / Řeka velkých přání 1975 Panton
- Kocour Felix (zpívá Luděk Sobota) / Jednička za dobrou dívanou ( zpívá Tomáš Holý) 1980 Panton
- Pochod amerických námořníků / Guadalcanal 1990 Supraphon
- Lilie skautská / Novoroční 1991 Panton
- Nebeští jezdci / Tipperary (Taxmeni a Roger Latzgo) 1991 Supraphon
- Pochod majora Maisnera 1999 (neprodejný singl k filmu Byl jednou jeden polda 3.)
- Sestřelen (maxisingl) 2004 Venkow Records
- Morávkovský singl: Věřím v Boha a ve své pistole / Tři Králové (2024) - dvě skladby složené k příležitosti křtu knihy Pavla Černého s názvem Morávkova zpověď, aneb věřím v Boha a ve své pistole.[1]